# Élections constituantes de 1946 en Côte d'Ivoire française
Les élections constituantes françaises de 1946 se tiennent le 2 juin. Ce sont les deuxièmes élections constituantes, après le rejet du Projet de constitution française du 19 avril 1946 lors du référendum du 5 mai.

## Mode de scrutin
L'assemblée constituante est composée de 586 sièges pourvus pour la plupart au scrutin proportionnel plurinominal suivant la règle de la plus forte moyenne dans chaque département, sans panachage ni vote préférentiel.
Dans la colonie de Côte d'Ivoire (qui deviendra un territoire d'outre-mer avec la nouvelle constitution), deux députés sont à élire, selon le système uninominal majoritaire à deux tours.
Le premier par le collège des citoyens français (les Colons en écrasante majorité), le second par le Collège des non-citoyens (l'élite des populations dites Indigènes).

## Élus
| Député sortant         | Parti | Parti   | Député élu ou réélu    | Parti | Parti |
| ---------------------- | ----- | ------- | ---------------------- | ----- | ----- |
| Joseph-François Reste  |       | Rad-soc | André Schock           |       | PRL   |
| Félix Houphouët-Boigny |       | URR     | Félix Houphouët-Boigny |       | URR   |

## Résultats

### Collège des Citoyens
| Parti    | Parti        | Candidat                | Premier tour | Premier tour | Ballotage | Ballotage |
| Parti    | Parti        | Candidat                | Voix         | %            | Voix      | %         |
| -------- | ------------ | ----------------------- | ------------ | ------------ | --------- | --------- |
|          | Rad-soc      | Joseph-François Reste * | 694          | 26,30        | 857       | 35,99     |
|          | PRL          | André Schock            | 592          | 22,43        | 1 101     | 46,24     |
|          | app MRP      | Louis Jousselin         | 316          | 11,97        |           |           |
|          | SFIO         | Claude Raquain          | 299          | 11,33        | 387       | 16,25     |
|          | PDCI-RDA URR | Philippe Franceschi     | 245          | 9,28         |           |           |
|          |              | Abdoulaye N'Diaye       | 244          | 9,25         | 2         | 0,08      |
|          | PCF          | Jean Rose               | 134          | 5,08         | 32        | 1,34      |
|          | MRP          | Louis Roumens           | 104          | 3,94         | 1         | 0,04      |
|          |              | Daniel Godard           | 11           | 0,42         | 1         | 0,04      |
|          |              |                         |              |              |           |           |
| Inscrits | Inscrits     | Inscrits                | 4 271        | 100,00       | 4 353     | 100,00    |
| Votants  | Votants      | Votants                 | 2 674        | 62,61        | 2 413     | 55,43     |
| Exprimés | Exprimés     | Exprimés                | 2 639        | 98,69        | 2 381     | 98,67     |

### Collège des Non-Citoyens
|          | PDCI-RDA URR | Félix Houphouët-Boigny * | 21 099 | 91,76  |  |  |
|          | PPCI (en)    | Kouamé Binzème           | 829    | 3,61   |  |  |
|          |              | Maurice Sillaret         | 758    | 3,30   |  |  |
|          |              | Tidiane Dem              | 309    | 1,34   |  |  |
|          |              |                          |        |        |  |  |
| Inscrits | Inscrits     | Inscrits                 | 37 888 | 100,00 |  |  |
| Votants  | Votants      | Votants                  | 23 994 | 63,33  |  |  |
| Exprimés | Exprimés     | Exprimés                 | 22 995 | 95,84  |  |  |